# تالار شهر لس آنجلس

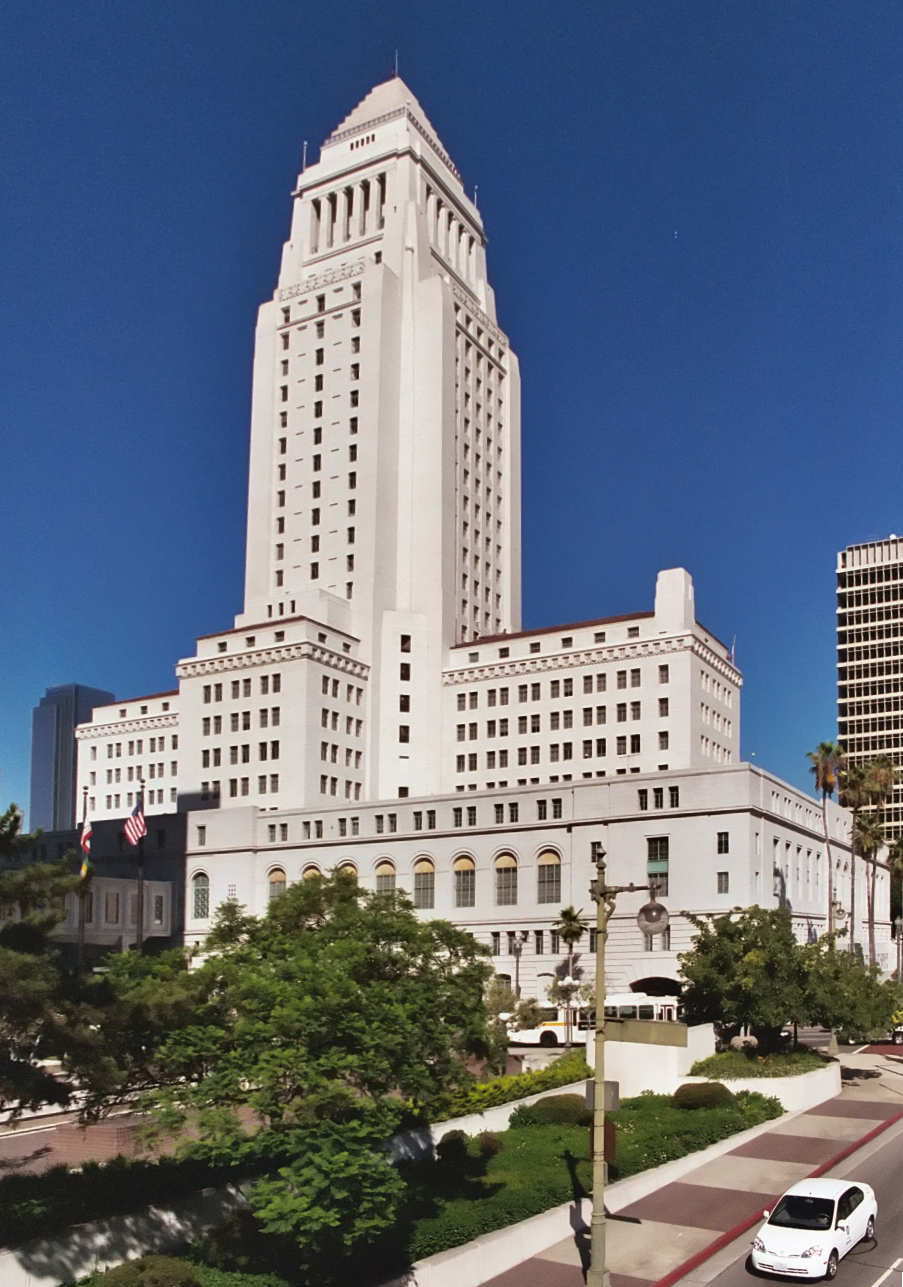
ساختمان شهرداری

شهرداری لس‌آنجلس، یک نهاد نظارتی و قانون‌گذاری در شهر لس‌آنجلس است. این ساختمان محل کار شهرداری این شهر بوده و همچنین جلسات شورای شهر نیز در محل این ساختمان برگزار می‌شود.

## استفاده
ساخت و ساز ساختمان شهرداری در سال ۱۹۲۸ به اتمام رسید.
محل کار شهردار، در اتاق شماره ۳۰۰ است و هر سه‌شنبه، چهارشنبه و جمعه‌ها در این ساختمان جلسات شورای شهر برگزار می‌شود.

## نگارخانه

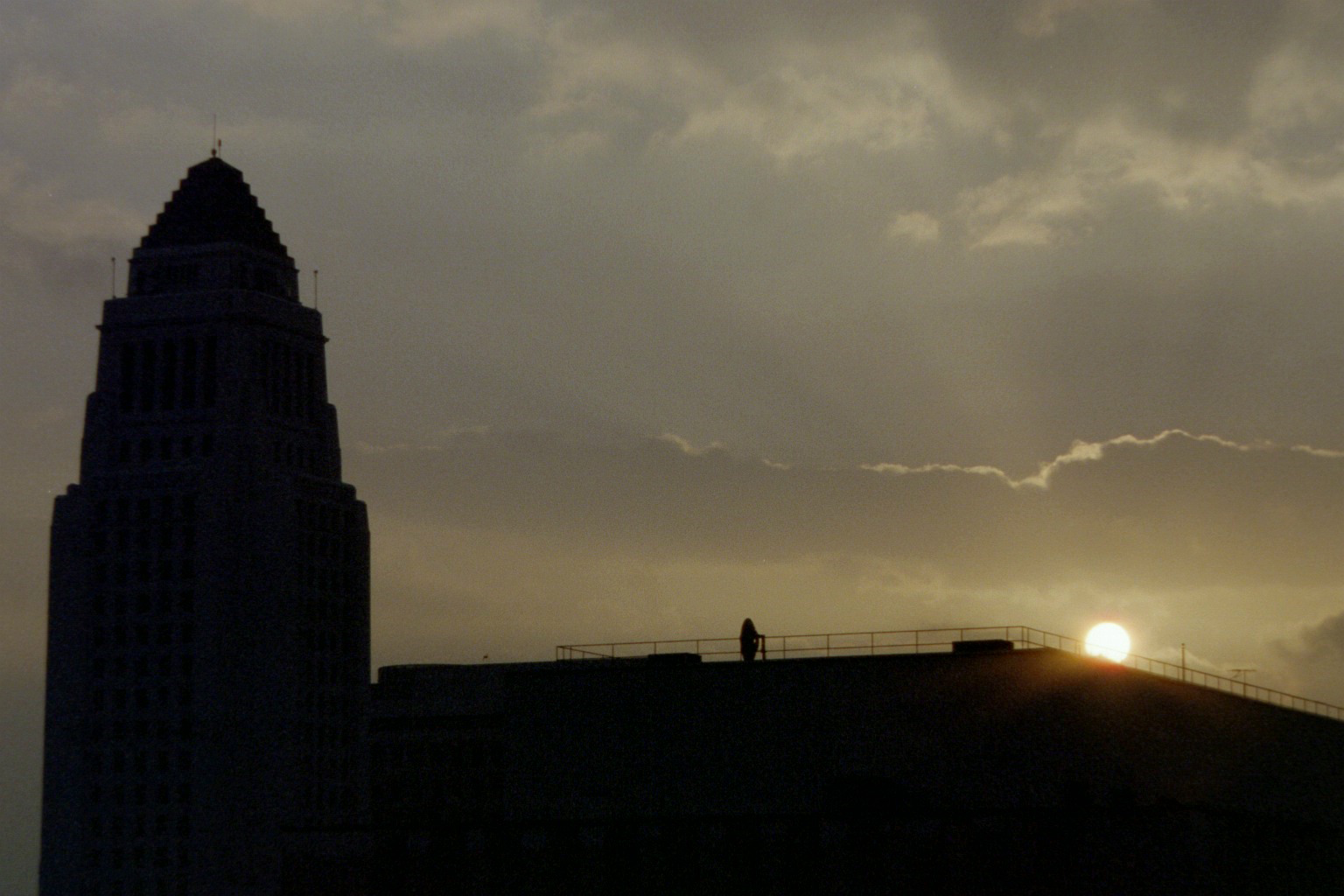
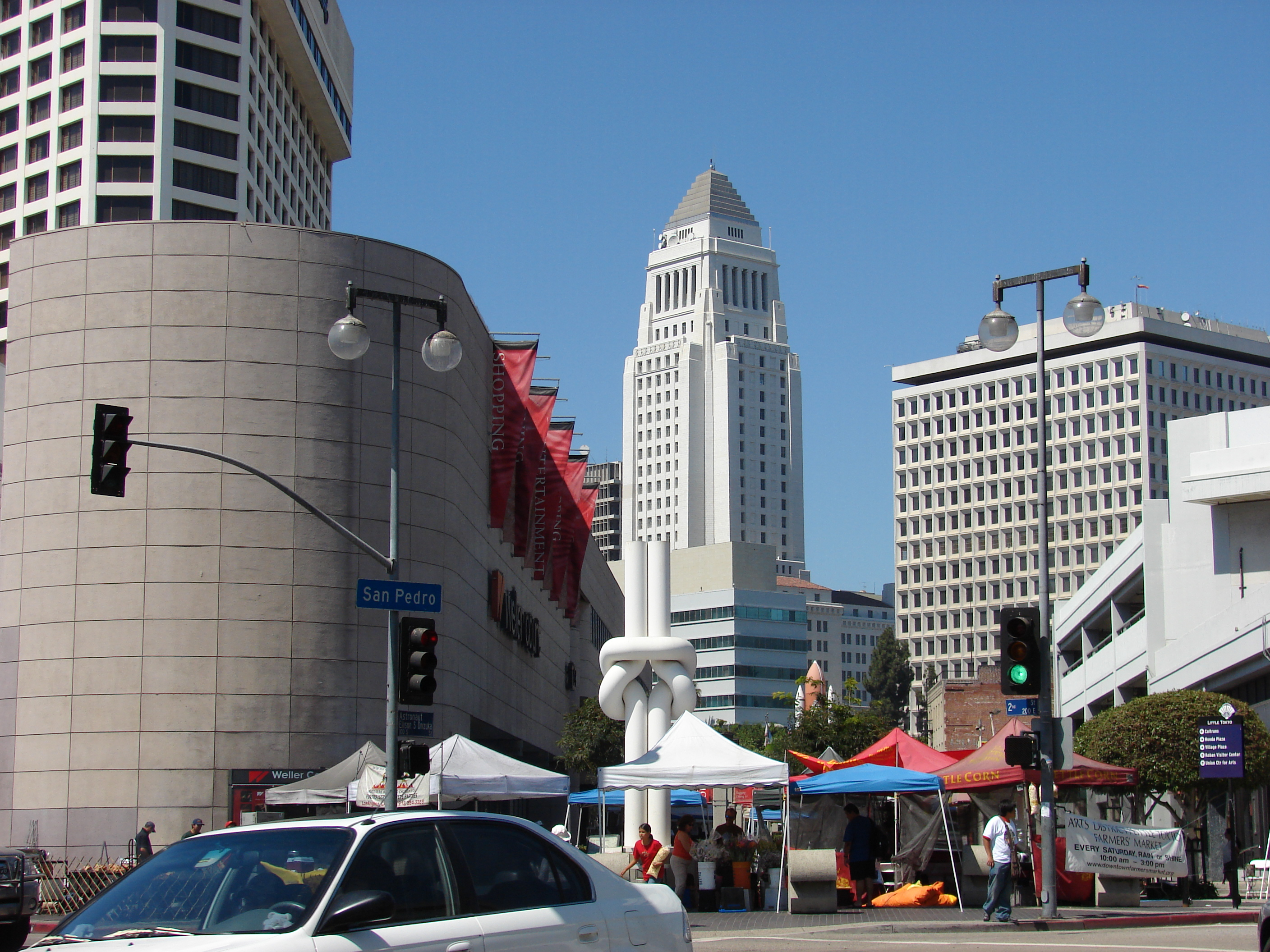
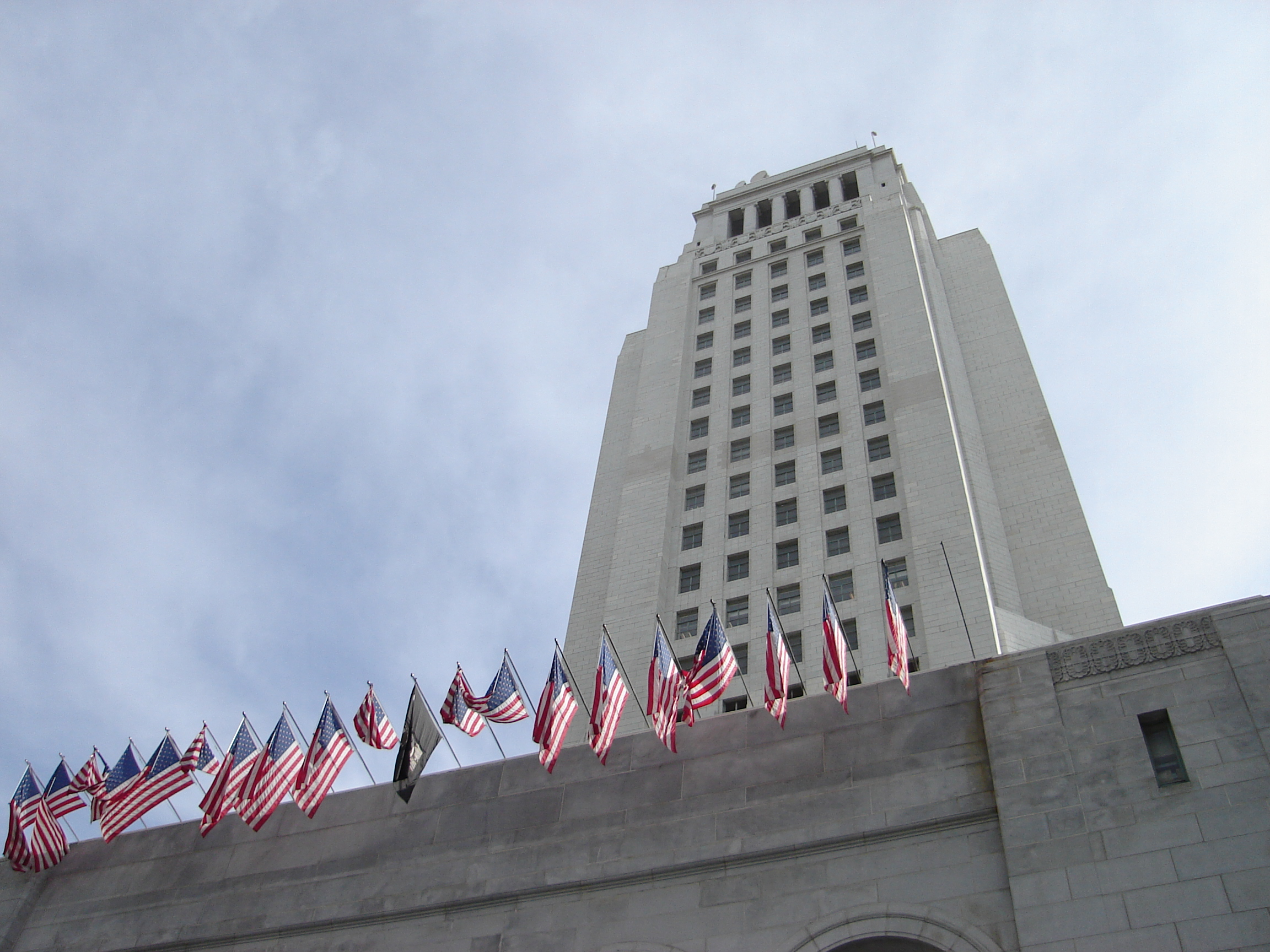
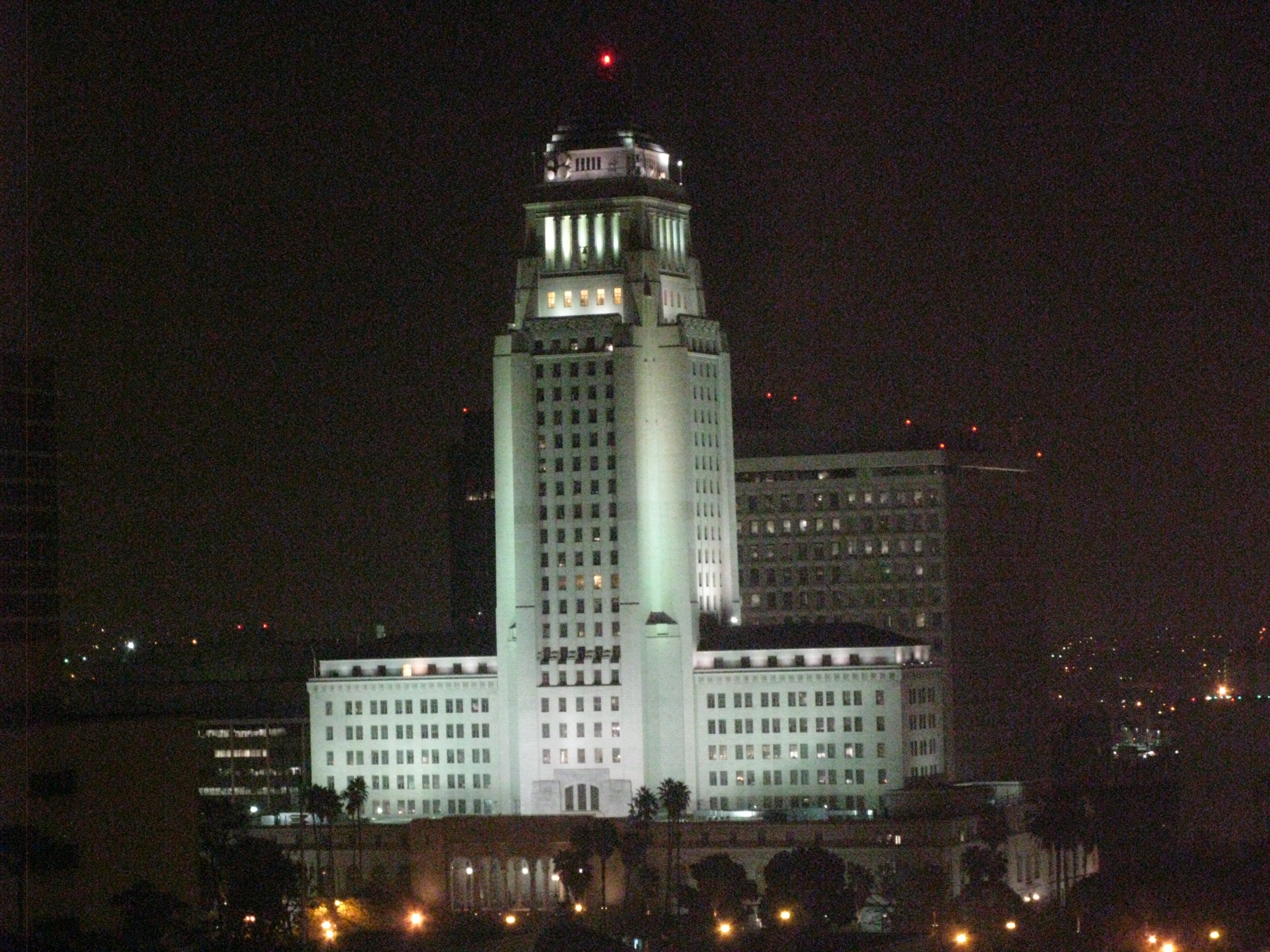
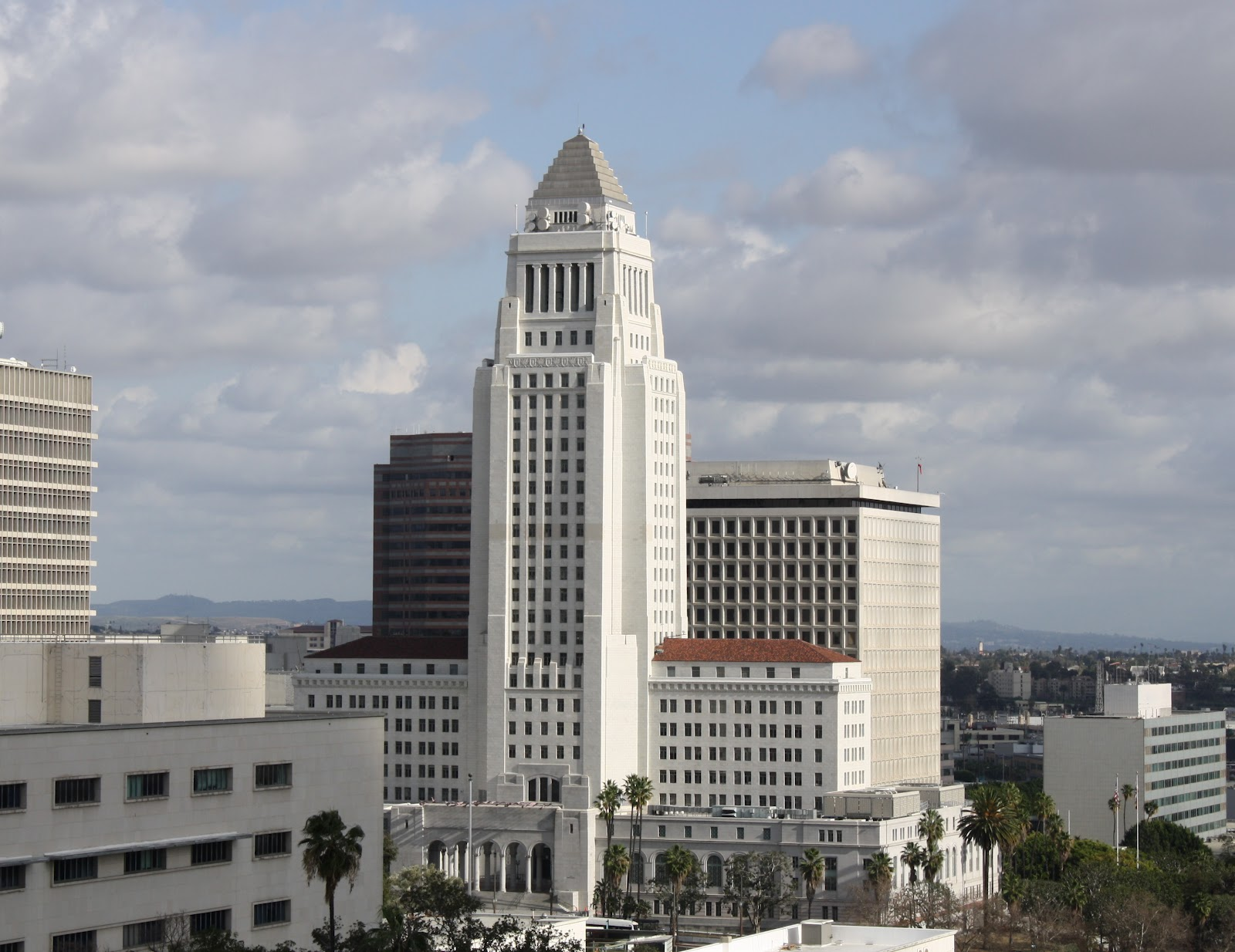
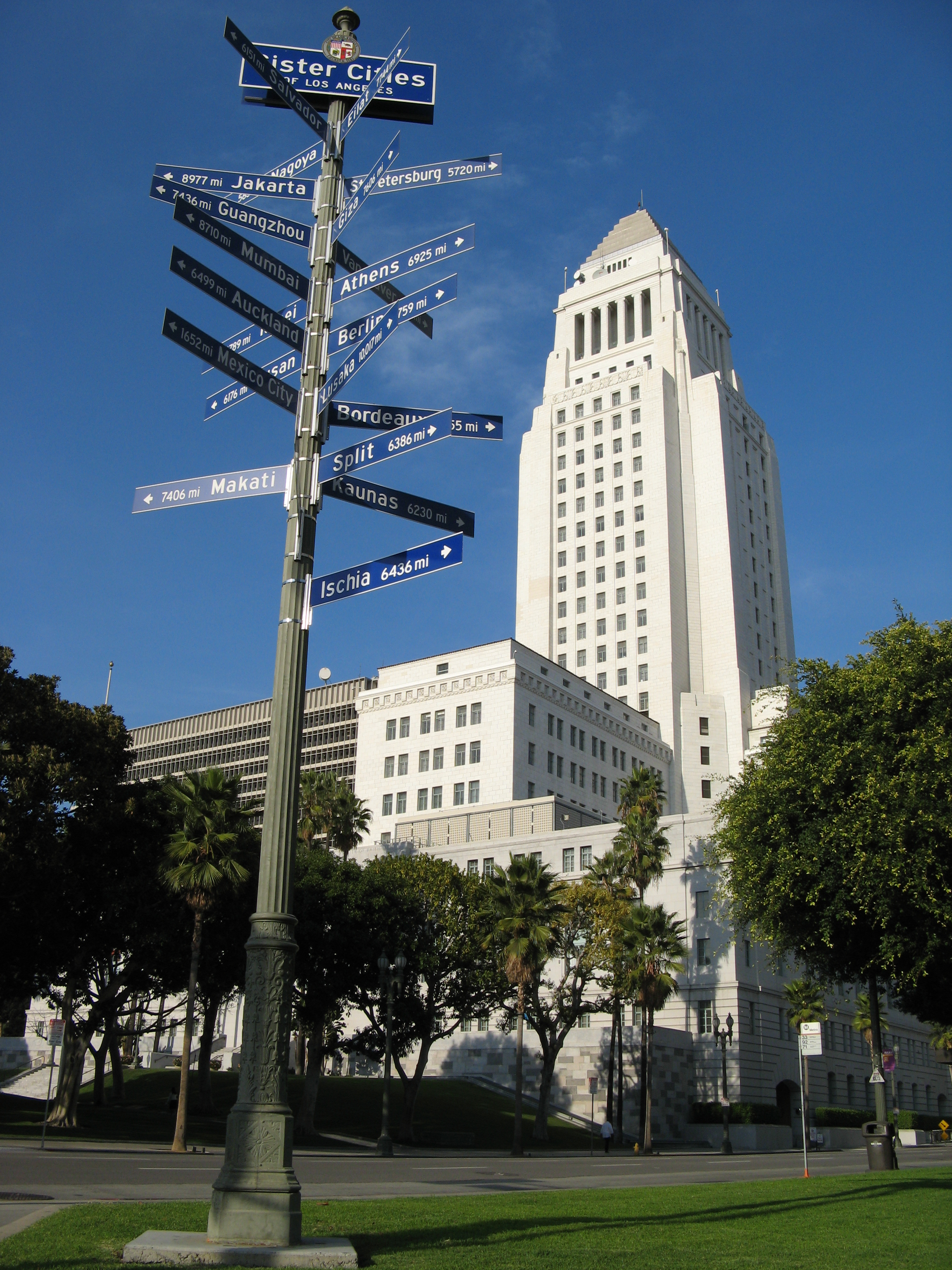